# Glacier du Brenay
Glacier du Brenay – lodowiec o długości 5,95 km i powierzchni 9,96 km² (1973 r.).
Lodowiec położony jest w Alpach Pennińskich w kantonie Valais w Szwajcarii.